# والت نيلسن
والت نيلسن (بالإنجليزية: Walt Nielsen)‏ هو لاعب كرة قدم أمريكية أمريكي، ولد في 4 فبراير 1917، وتوفي في 22 سبتمبر 2006 في توسان في الولايات المتحدة.